# Chitry (herb szlachecki)
Chitry – polski herb szlachecki.

## Opis herbu
Opis z wykorzystaniem klasycznych zasad blazonowania: 

Na tarczy czterodzielnej w polach I i IV srebrnych – lis czerwony, w II i III czerwonych – pas srebrny ukośno-prawy. Nad hełmem w koronie pół orła czarnego. Labry czerwone, podbite srebrem.

## Najwcześniejsze wzmianki
Nadany w 1814 przez cesarza Austrii Franciszka II Habsburga.

## Herbowni
(tu podaj nazwiska i nazwy rodów, które używały tego herbu)